# Olinto José Meira
Olyntho José Meira de Vasconcelos (Souza, Paraíba, 7 de julho de 1829 — 9 de outubro de 1901) foi magistrado e político brasileiro. Foi presidente da província do Rio Grande do Norte, de 30 de julho de 1863 a 21 de agosto de 1866.
Nasceu em Sousa, Paraíba, filho do capitão-mor José Bento Meira de Vasconcelos e de Isabel Cândida da Anunciação Meira.
Formado em Direito pela Faculdade de Olinda, em 1851, logo foi nomeado promotor público de Sousa.
Chefe de polícia no Pará, em 1861 e presidente da província de 1 de novembro de 1863 a 29 de fevereiro de 1864. Deputado provincial da Paraíba nas 10.ª, 11.ª e 12.ª legislaturas, de 1854 a 1859. Deputado geral pela mesma província na 10.ª legislatura, de 1859 a 1860.
Foi casado duas vezes: a primeira, com Maria Joaquina de Albuquerque Sá; e o segundo, em junho de 1872, com Maria Generosa Meira Ribeiro Dantas, neta do Barão de Mipibu, membro da importante família Ribeiro Dantas, do Rio Grande do Norte. Com geração nos dois casamentos, sendo, que, do primeiro, nasceu Francisco de Sales Meira e Sá.